# Marmopteryx watsoni
Marmopteryx watsoni là một loài bướm đêm trong họ Geometridae.